# Langes Schwert
Als Langes Schwert oder Langschwert bezeichnet man zweihändig geführte Schwerter des späten Mittelalters. Der Begriff Langschwert ist allerdings sehr unpräzise, da er für verschiedene Schwerttypen verwendet wird, die im Vergleich zu vorausgehenden Typen länger waren. Das Lange Schwert entwickelte sich seit dem 13. Jahrhundert aus Übergangstypen, wie dem Anderthalbhänder. Erst im Verlaufe des 15. Jahrhunderts wurden die zweihändig geführten Klingen bedeutend länger als die einhändig geführten. Diese renaissancezeitlichen Zweihänder grenzen sich vom Langen Schwert des Mittelalters ab.

## Geschichte und Beschreibung

### Einhandschwerter als Vorläufertypen
Der Begriff Langschwert ist nicht eindeutig und kann auf sehr verschiedene Waffen angewendet werden, die jeweils länger als gleichzeitig oder vorher verwendete Typen waren. Zunächst wird die in Spätantike und Frühmittelalter von den Kelten erfundene und in römischen und germanischen Gebrauch übernommene und von den Germanen weiterentwickelte zweischneidige Spatha als Langschwert bezeichnet, da sie länger als der Gladius oder der Sax war und eine Länge von etwa 75–110 cm aufweist. Nachdem sich das einhändige Schwert vom Typ Spatha in Europa etabliert hatte, wurde es gemeinhin nur noch als Schwert bezeichnet, obwohl es sich um ein Langschwert handelt. Die Klinge ist zweischneidig und nach der Völkerwanderungszeit zur Steuerung der Massenverteilung mit mehreren, später einer breiten Hohlkehle (oft fälschlicherweise als „Blutrinne“ bezeichnet) versehen.
Im Laufe des Mittelalters veränderte sich das Design der Spatha wie Verjüngung und Balance, um es stichlastiger zu gestalten. Dabei handelte es sich nach wie vor um Einhandschwerter, die gegen Schild und Kettenpanzer eingesetzt wurden. Die Klinge wurde meist zweischneidig geschliffen. Später entstanden aber auch, zur besseren Stoßfestigkeit, Schwerter mit einem Mittelgrat.

### Entstehung des Langen Schwertes
Etwa in der Mitte des 13. Jahrhunderts erfuhren die Rüstungen bedeutende Verbesserungen und Schwerter vom Typ XIIa und XIIIa (nach der Oakeshott-Klassifikation) erfreuten sich wachsender Beliebtheit. Diese „Großschwerter“ oder „Kriegsschwerter“ wurden vorwiegend als Zweihandschwerter verwendet. Es wurde bei Bedarf mit der zweiten Hand nachgegriffen, so dass eine bessere Hiebkontrolle und Effektivität erreicht wurde. Im Zuge der Entstehung der Plattenrüstung wurde der Schild überflüssig. Dadurch wurde die linke Hand frei. Ab der Mitte des 14. Jahrhunderts fand dadurch ein Übergang zu der zweihändigen Schwertführung statt, so fand die linke Hand ihren Platz am Schwertgriff, der inzwischen bis zu 30 cm lang war. Durch diese zweihändige Führung und aufgrund der relativ geringen Masse von oftmals nur 1,3 kg bis 1,6 kg wurden komplexe Fechttechniken bei gleichzeitiger hoher Aufschlagskraft und Präzision möglich. Den Stil, das Schwert mit beiden Händen gegen ungerüstete Gegner zu führen, nannte man im 15. Jahrhundert Das Lange Schwert (siehe Codex 44A8, Peter von Danzig, 1452). Im Gegensatz dazu wurde der Stil, das Schwert „halbschwert“ mit der Linken in der Mitte der Klinge zu greifen, Das Kurze Schwert genannt. Damit konnte man auch gegen Gegner im Harnisch vorgehen (Ansetzen).

### Niedergang des Langen Schwertes
Das Lange Schwert wurde von kleineren und leichteren Waffen Degen und Rapier abgelöst, die der neuzeitlichen Kriegsführung ohne starke Rüstung besser entsprachen. Diese Waffen waren zwar weniger durchschlagskräftig und robust, aber wendiger einsetzbar und mit ähnlicher Reichweite versehen. Die modischen und kleinen Waffen konnten zudem problemlos zur Garderobe getragen werden. Das Fechten mit dem langen Schwert blieb bis ins 17. Jahrhundert als bürgerlicher Sport erhalten, die Kunst starb aber nach und nach aus. Es existiert keine erhaltene Schwertkampfschule des langen Schwertes in direkter Tradition schon seit fast 400 Jahren. Neuerdings bemühen sich viele Vereine und Kampfsportinteressierte, das Fechten mit dem langen Schwert anhand der Fechtbücher zu rekonstruieren.

## Typologie
Eine Einteilung nach der Form der Klinge zur Bestimmung der Zeit der Herstellung nimmt die Oakeshott-Klassifikation vor. Zwischen 1350 und 1550, wo das lange Schwert seine militärische und zivile Blütezeit erlebte, sind es vor allem die Oakeshott-Typen XVa, XVIIIa/b/c, XIX und XXa, welche als lange Schwerter verwendet werden. Das am meisten verbreitete Langschwert-Klingentyp war XVa, welcher sich ab Mitte des 14. Jahrhunderts bis ins 16. Jahrhundert hinein durchgehender Beliebtheit erfreute. Laut Abbildungen in Fechtbüchern von Fiore De Liberi, Hans Talhoffer und Paulus Kal war der Typ XVa das am meisten benutzte Fechtschwert, welches zwischen 1350 und 1450 die vorherrschende Langschwert-Variante darstellt. Da jedoch die Typen XVa und XVIIIa sehr eng verwandt sind, ist eine genaue Trennung der beiden Typen auf Abbildungen und anderweitigen künstlerischen Darstellungen nicht immer möglich.
Erhaltene Originale und Fechtbücher von Liberi, Kal und Talhoffer belegen außerdem einen Wandel des Langschwert-Begriffes. Zwischen 1350 und 1450 waren die langen Schwerter von der Klingenlänge her nicht viel größer als die bis dahin üblichen Einhand-Varianten. Die Bezeichnung „das lange Schwert“ bezog sich mehr auf die zweihändige Führung als die tatsächliche Länge. Die optimale Gesamtlänge des Langschwertes wird besonders in frühen Fechtbüchern (erste Hälfte 15. Jahrhundert) vom Boden bis zum Nabel angegeben. Auf entsprechenden Abbildungen sind ebenfalls Schwerter abgebildet, die ihren Besitzern bis an die Bauchhöhe reichen. In der zweiten Hälfte des 15. Jahrhunderts zeichnet sich eine Verlängerung der Schwerter ab, so dass Filippo Vadi in den 1480ern eine Länge vom Boden bis auf die Brusthöhe empfiehlt.
Der Typ XVIII samt seinen Subtypen ist nach E. Oakeshott ebenfalls beliebt gewesen und stellte im fast gesamten 15. Jahrhundert die am meisten militärisch verwendete Schwertwaffe, was sich an zeitgenössischen Abbildungen und erhaltenen Originalen nachvollziehen lässt. Ab der zweiten Hälfte des 15. Jahrhunderts sind verstärkt Typen XIX und XXa anzutreffen; diese Tendenz von der stichlastigen rhombischen Klinge hin zu hieborientierten Designs lässt sich durch die veränderte Schlachtfeldtaktik erklären. Ab 1450 bis um 1520 haben sich Söldnerheere bewaffnet mit Feuerwaffen und langen Spießen durchgesetzt, die den Verlust der militärischen Bedeutung der Ritterheere endgültig besiegelten. Die Panzerung der Fußsoldaten ging mitunter stark zurück, so dass die Typen XIX und XX sowie ältere flache Klingendesigns sehr effektiv eingesetzt werden konnten.
Hiermit ist die Typologie des Langschwertes nur mit Einschränkungen möglich. Von 1350 bis 1450 sind es vor allem die Typen XVa–XVIIIa, welche dem Kämpfer vom Boden aus bis zur Bauchhöhe reichten. Diese „ursprünglichen“ Langschwerter finden sich in Fechtbüchern sowohl der italienischen als auch der deutschen Schule. Ab 1480 ist eine Verschiebung zu den Typen XIX und XXa nachweisbar, wobei deren Länge in Extremfällen die volle Körpergröße des Kämpfers erreicht.

## Sport
Das Lange Schwert erfreut sich wachsenden Interesses durch die Wiederbelebung und Rekonstruktion europäischer Kampfkünste.
→Siehe auch: Europäischer Schwertkampf, Moderne Schwertkunst

## Historische Irrtümer
Da das mittelalterliche, lange Schwert auch erlaubte, einige Techniken mit nur einer Hand am Schwert durchzuführen, kam es in neuerer Zeit zu der irrtümlichen Auffassung, beide Führungsweisen seien gleichberechtigt gewesen (Anderthalbhänder). Stellenweise wird sogar behauptet, es hätte sich um hauptsächlich einhändig geführte Waffen gehandelt. Historisch korrekt ist die nahezu ausschließliche Führung mit zwei Händen. Ein großer Schild wird normalerweise nicht gleichzeitig mit einem langen Schwert eingesetzt. Es gibt jedoch Belege für die Verwendung des langen Schwertes zusammen mit dem Buckler. Beispielsweise wird dies im Fechtbuch des Paulus Kal und im anonym verfassten Libr. pict. A83 aus der Staatsbibliothek zu Berlin Stiftung Preussischer Kulturbesitz dargestellt.
In letzter Zeit werden zahlreiche Schriften publiziert, die sich mit der Thematik „Ritter und Mittelalter“ auseinandersetzen. Dabei wird der Begriff „Langschwert“ oft sehr unpräzise behandelt, und es kommt oft vor, dass die Begriffe „Bastardschwert“, „Anderthalbhänder“, „Zweihänder“ und „Bidenhänder“ ohne nähere Unterscheidung synonym behandelt werden. Tatsächlich sind die meisten dieser Begriffe modernen Ursprunges und tauchen in historischen Schriften nicht auf. Bezeichnungen für Schwerter, die sich im Allgemeinen durchgesetzt haben, sind: „Großschwert“ für die Typen XIIa und XIIIa nach der Oakeshott-Klassifikation, „das lange Schwert“ für die beidhändig bedienbaren Schwerter vom Typ XV–XVIII des 14. bis 16. Jahrhunderts, „Bastardschwert“ für eine Unterform des langen Schwertes des 15. Jahrhunderts (besser an die evtl. einhändige Bedienung angepasst) und Bidenhänder für die sehr großen Schlachtschwerter der Renaissance. Hier bezeichnen die Begriffe „Großschwert“ und „Bidenhänder“ nicht ein und dieselbe Schwertform und dürfen nicht synonym gebraucht werden, zumal zwischen den beiden Schwerttypen rein zeitlich mehr als hundert Jahre liegen.

### Gewicht
Oft wird in dem o. g. Zusammenhang das Gewicht der Bidenhänder auf das lange Schwert übertragen. In der Literatur tauchen bis heute Angaben auf, die dem Langschwert eine Masse von über mehreren Kilogramm bescheinigen. Laut modernen Untersuchungen an erhaltenen Originalen liegt die Masse der Mehrheit der langen Schwerter zwischen 1,2 kg und 1,8 kg. Was die Bidenhänder angeht, so bleibt ihre Masse gewöhnlich unter der 3-kg-Marke. Es gibt auch lange Schwerter aus dem 15.–16. Jahrhundert, die mit ihrem Gewicht in den Bereich der großen Bidenhänder vordringen. Diese Exemplare sind aber eher eine Ausnahme als die Regel. Es existieren allerdings Paradeschwerter aus dem 16.–17. Jahrhundert, die tatsächlich mehrere Kilogramm wiegen – diese Schwerter sind jedoch reine Prunkstücke, die von vornherein nicht für den Kampf geeignet waren und deshalb weder wärmebehandelt noch geschärft wurden. Die historische Durchschnittsmasse der gebrauchstüchtigen langen Schwerter des 14.–16. Jahrhunderts, die in deutschen und italienischen Schwertfechtschulen Verwendung fanden, beträgt rund 1,4 kg.

### Verwendung

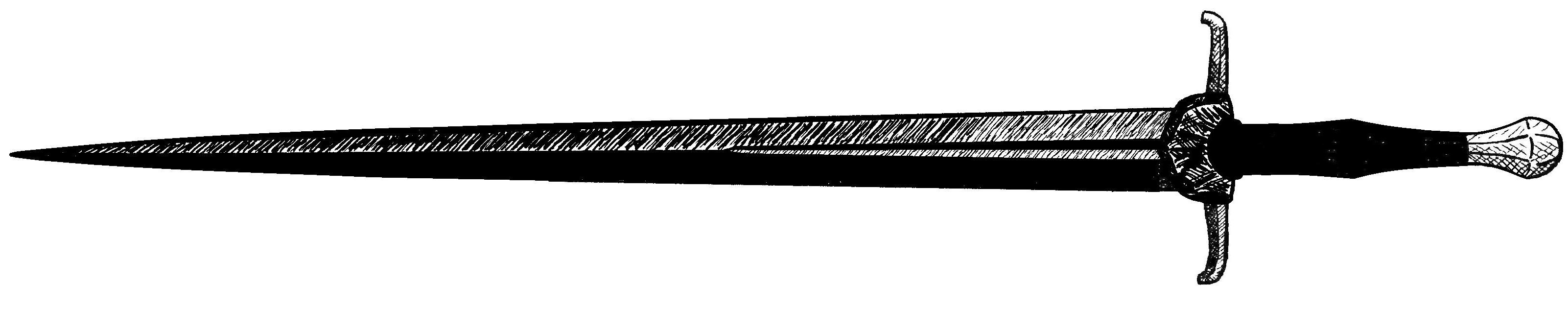
Typisches Langschwert der ersten Hälfte des 15. Jahrhunderts, basierend auf zeitgenössischen Abbildungen und erhaltenen Originalen

Ein weiterer Irrtum besteht in der Verwendungsart des langen Schwertes. Der Schwerpunkt lag gewöhnlich zwischen 5 cm und 20 cm vom Parier entfernt, bei den meisten Schwertern um 1,2 kg bis 1,5 kg war er 9 cm bis 11 cm vor dem Kreuz zu finden. In Verbindung mit der Massenverteilung ergibt sich eine Bestimmung der Schwerter als Hieb- und Stichwaffen, welche eine Hieb- und Schnittwirkung ermöglichten, aber auch einen hohen Grad an Klingenkontrolle erlaubten. Laut den erhaltenen schriftlichen Quellen, den sog. Fechtbüchern, hatte die Verwendung eines langen Schwertes viel mehr mit heute bekannten asiatischen Kampfkünsten gemeinsam als mit weitläufig bekannten actiongeladenen Darstellungen in Historienfilmen und auf Mittelaltermärkten. Der allseits aus den Filmen des 20.–21. Jahrhundert bekannte Bühnen- und Schaukampf ist ein komplett modernes kinematografisches Fechtsystem, das entwickelt wurde, um den dramaturgischen Anforderungen der Historienfilme zu genügen.
Seit Beginn des 19. Jahrhunderts besteht die (mittlerweile als überholt anzusehende) Meinung, dass die Langschwerter zum Verbeulen der Rüstungen bestimmt waren und deshalb auch nicht scharf sein mussten. Dieses Bild findet sich z. B. explizit im Walter Scotts „Ivanhoe“, ein Bild, welches sich bis heute halten konnte. Als historische Quelle scheiden Scotts Bücher, wie jede andere romantische Literatur, jedoch aus, dennoch wird diese veraltete Vorstellung immer noch sogar in historisch-akademischen Kreisen vertreten. Hierbei spielen die modernen Vorstellungen bezüglich der mittelalterlichen Kampfesweisen die Schlüsselrolle: Das heutige Bühnenfechten basiert seinerseits auf dem klassischen Fechten, welches nahezu komplett auf dem Épée aufgebaut ist. Seit dem Aufkommen des Kurzschwerts Ende des 17. Jahrhunderts konzentrierte sich die europäische bürgerliche Fechtkunst komplett auf das Stoßfechten, Hieb und Schnitt spielten im zivilen Bereich, wenn überhaupt, nur eine sportliche Rolle (siehe Säbelfechten). Dadurch tendierten insbesondere die Fechter des 19. Jahrhunderts dazu, das Langschwert aus der Sicht eines Épée-Sportfechters zu beurteilen, auch bedingt durch die äußere Form der Langschwerttypen XVa und XVIIIa, welche rein visuell oft an ein Rapier erinnerten. Dadurch entstand das Empfinden, das spätmittelalterliche Langschwert sei keine vollwertige Hiebwaffe und sei daher nur zum Stich und als Schlagwaffe zu gebrauchen, was in damaliger Vorstellung, zusammen mit der zugeschriebenen Masse von bis zu 10 kg und der „enormen Breite“, durchaus logisch erschien.
Die angeblich prinzipiellen mangelnden Hiebeigenschaften des Langschwertes lassen sich bei Schwerttypen XVa und XVIIIa, im Unterschied zu der reinrassigen Estoc, historisch und archäologisch nicht belegen. Es existiert eine Vielzahl bis heute sehr gut erhaltener Originalschwerter, welche deutlich machen, dass sie weder von der Masse noch von der Klingengeometrie her als „Knüppelwaffen“ geeignet sind. Von metallografischen Untersuchungen sind Querschnitt-Fotos verfügbar, aus denen die Schneidenwinkel der Schwerter bestimmbar sind; sie schwanken gewöhnlich zwischen 20° und 30° und weisen somit auf eine für Schnitte geeignete hohe mögliche Schärfe hin. Die so oft postulierten durchgehend abgerundeten Schneiden, wie sie bei modernen Schaukampfwaffen zu finden sind, sind nicht vorhanden. Zwar sind historisch und archäologisch Fehlschärfen bei Langschwertern feststellbar, diese waren allerdings in der Regel an bestimmten Stellen der Klinge mit dem Ziel angebracht, das gefahrlose Ausführen der Halbschwert-Techniken zu sichern. Bei einem Schneidenwinkel von etwa 25° in Verbindung mit einer passenden Massenverteilung ergibt das Langschwert eine ernstzunehmende Hiebwaffe, die bei einer Dicke von 5,5 mm in diesem Bereich zwar ziemlich steif ist, sich aber technisch gesehen wegen des zu geringen Trägheitsmoments für den Einsatz als „Knüppelwaffe“, also als Hiebwaffe, die v. a. durch ihren Impuls wirkt, nicht eignet, und auf solche Weise selbst gegen Ringpanzer keine ausreichende Wirkung entfaltet.
Wie moderne Experimente mit historisch authentischen Repliken zeigen, sind selbst Langschwerter vom Typ XVa immer noch als Hiebwaffe einzustufen, die bei entsprechend korrekter Technik beachtliche Hiebleistung erzielen können. Dies wird auch durch die historischen Quellen gestützt, vor allem aber durch die Tatsache, dass die Fechtbücher bezüglich des Langschwertes drei Methoden zur Verletzung des Gegners lehren: den Hieb, Stich und Schnitt. Aus diesen und den obengenannten Gründen ist die Vorstellung eines stumpfen Langschwertes historisch nicht haltbar.